# ثقبة بيضوية (جمجمة)
الفتحة البيضاوية، وتسمى أيضا بالثقبة البيضية أو البيضوية هي إحدى أكبر الثقوب التي تنقل الأعصاب من خلال الجمجمة. تقع الثقبة البيضوية في الجزء الخلفي من العظم الوتدي الخلفي للفتحة (الثقبة) المدورة.

## التركيب
تقع الثقبة البيضوية في الجناح الأكبر من العظم الوتدي. تتكون الثقبة البيضية من ثقبين في الجمجمة واحدة في الجناح أكبر، والأخرى في الثقبة الشائكة. 

حدود الثقبة البيضوية، من الأمام الثقبة المدورة والخلف الثقبة الشائكة، الخلفي وسطي للثقبة هو باب القناة السباتية 

## الاختلاف
الثقبة البيضية تختلف في الشكل والحجم في جميع أنحاء الحياة الطبيعية. وقد لوحظ أقرب تشكيل على شكل حلقة كاملة من الثقبة البيضوية في الشهر السابع من الجنين حتى 3 سنوات بعد الولادة، وذلك في دراسة أجريت على أكثر من 350 جمجمة.

في دراسة أجريت على 100 جمجمة، تم تقسيم الثقبة البيضية إلى 2 أو 3 عناصر في 4.5٪ من الحالات. وكانت حدود الثقبة في بعض الجماجم غير منظمه وخشنة أيضا. وهذا قد يوحي إلى وجود تغيرات مرضية استنادا إلى الصور الإشعاعية والتي قد يكون اختلاف تشريحي الوحيد في الثقب البيضاوي من البشر. (ريمون وآخرون.)

في الأطفال حديثي الولادة، الثقبة البيضوية يكون حجمها حوالي 3.85 مم وفي البالغين حوالي 7.2 ملم في الطول. متوسط الطول الاقصى حوالي 7.48 ملم ومتوسط الحد الأدنى طوله 4.17 ملم في الكبار. وعرضها يمتد من 1.81 ملم في الأطفال حديثي الولادة إلى 3.7 ملم في البالغين.

## هياكل تمر من خلال الفتحة البيضاوية
1. عصب فكي سفلي
2. عصب ثلاثي التوائم
3. الشريان السحائي الملحق (سحائي صغير، والمستمدة أحيانا من الشريان السحائي الأوسط).
4. العصب الصخري، وهو فرع من العصب اللساني البلعومي.
5. الوريد مبعوث ربط الجيب الكهفي مع الضفيرة الجناحية الأوردة.
6. أحياناً الجذع الأمامي من الوريد السحائي الأوسط

## صور إضافية

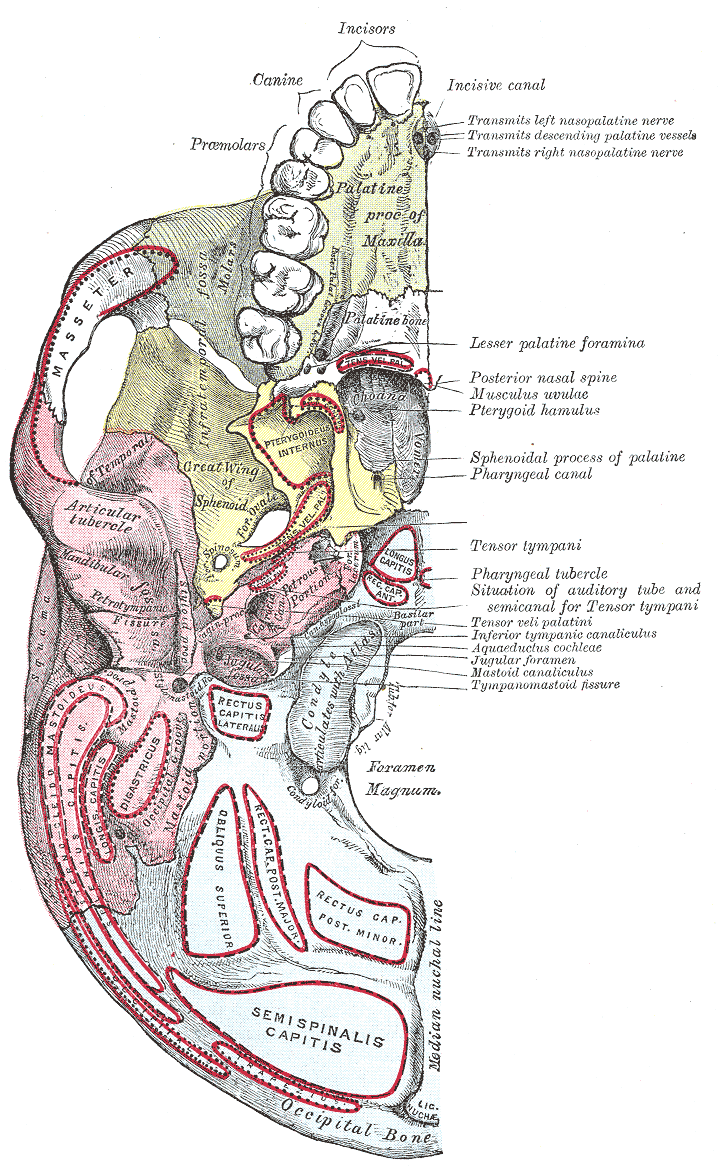
قاعدة الجمجمة. السطح الأمامي.
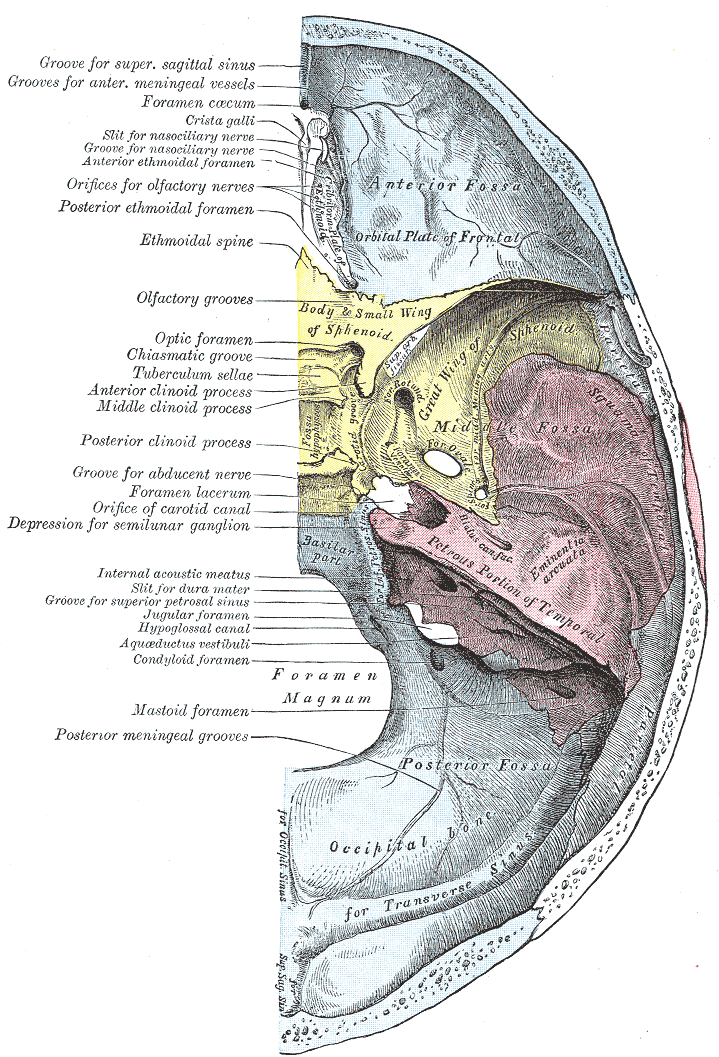
قاعدة الجمجمة. السطح العلوي.
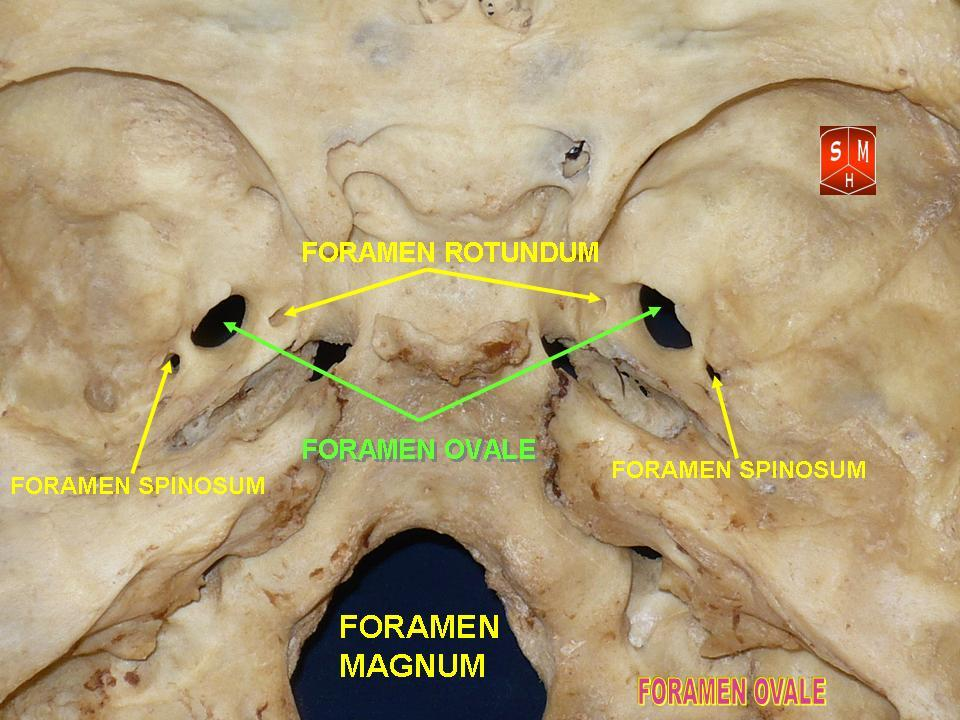
الثقبة البيضوية
قاعدة الجمجمة، السطح الداخلي والثقبة مشار إليها.